# Piaggio PD.808
Piaggio PD.808 — італійський бізнес-джет, розроблений компанією Piaggio спільно з Douglas Aircraft Company (США).

## Модифікації
- PD-808 — 2 прототипи;
- PD-808 — 2 цивільних літака;
- PD-808 VIP — 4 літаки пасажиромісткістю 7 осіб для перевезення VIP-пасажирів;
- PD-808 TA — 6 тренувальних літаків для ВПС Італії;
- PD-808 GE — 8 екземплярів (ВПС Італії);
- PD-808 RM — 4 екземпляри для калібрування засобів навігації);
- PD-808TF — версія з турбовентиляторним двигуном (проект закритий).

## Аварії та катастрофи
За весь час експлуатації в різних аваріях і катастрофах було втрачено два літаки Piaggio PD.808. При цьому загинули 9 людей.